# 원격현장감
원격현장감(Telepresence)은 공간적으로 떨어져 있는 장소 또는 가상의 장소를 신체적으로 경험하는 것을 말한다. 통신 회선으로 컴퓨터를 원격지와 연결하여, 가상 현실 공간 중에서 통신을 통한 상호 작용으로 신체적으로 가 있지 않은 다른 장소에서 존재할 수 있게 하는 것이다. 우주 공간이나 깊은 바다 속과 같이 인간이 접근하기 어려운 위험한 장소에서 경험하거나 행동하는 기술이라고 할 수 있는데, 원격 현장감을 가능하게 하는 데에는 인간의 감각 기능을 모방한 장치의 개발도 중요하다. 인간의 감각을 신체의 한계를 넘어 확대함으로써 인간과 기계와의 교감(synergy)에 의해 인간 능력을 변혁시킬 수도 있다고 보고 있다.

## 같이 보기
- 아바타
- 뇌-컴퓨터 인터페이스
- 가상 현실